# Abraham Staalman
Abraham Staalman (Den Helder, 22 september 1871 – Amsterdam, 4 november 1935) was een Nederlands politicus.
Hij was zoon van machinist Abraham Staalman en Eva Pieternella Vosseveld. Hijzelf was als gymleraar getrouwd met artsendochter Gerarda Cornelia van Balen Blanken.
Staalman doorliep een gymnasium in Amsterdam en ging vervolgens in de handel werken. Hij belandde ten slotte op een procureurs- en advocatenkantoor. In die tijd studeerde hij voor leraar gymnastiek; een studie die hij ten gelde maakte aan een HBS in Amsterdam. Vanwege zijn eerdere werkzaamheden werd hij gevraagd bestuurslid te worden van de Nederlandsche Bond van Koffiehuis-, Restauranthouders en Slijters alsmede het daaraan verbonden NV Centrale Credietbank voor het Koffiehuisbedrijf.
Staalman was een Amsterdammer die actief was in de vakbond van horeca-ondernemers. Hij kwam als vertegenwoordiger van de Middenstandspartij (met veel horecaondernemers) in de Tweede Kamer en stapte later over naar de Vrijheidsbond. In 1922 werd hij namens die partij gekozen via een afzonderlijke lijst. Hij bedankte in maart 1929 voor de Vrijheidsbond en was daarna medeoprichter en voorzitter van de Middenpartij voor Stad en Land.
Als bestuurslid van genoemde bonden was hij tegenstander van voorgestelde droogleggingen, anderzijds was hij ook voorstander van maatregelen tegen drankmisbruik. Hij was voorstander van instelling van de zomertijd. Hij was enkele jaren lid van de Kamer van Koophandel in Amsterdam. Die laatste stad benoemde een Abraham Staalmanplein en Staalmanpark naar hem, beide liggend in de Abraham Staalmanbuurt, vanwege zijn voorzitterschap van woningbouwvereniging Het Westen. Vanwege zijn werkzaamheden werd hij benoemd tot ridder in de Orde van de Nederlandse Leeuw. Hij werd begraven op Zorgvlied.
- Biografisch Portaal: 94623790
- Parlement.com: vg09ll96hazs